# Deepfake
Deepfake, uma amálgama de "deep learning" (aprendizagem profunda em inglês) e "fake" (falso em inglês), é uma técnica de síntese de imagens ou sons humanos baseada em técnicas de inteligência artificial. É mais usada para combinar a fala qualquer a um vídeo já existente (exemplo: combinar um vídeo qualquer de Barack Obama com a fala "O programa Obamacare não foi uma boa ideia"). A técnica de aprendizado de máquina mais utilizada para criação de vídeos falsos é a chamada Rede Generativa Adversarial.
Vídeos criados via deepfake foram muito utilizados para criar falsos vídeos de caráter sexual de celebridades, ou falsos vídeos de pornografia de vingança. A pornografia deepfake foi muito utilizada em 2017, particularmente em fóruns do Reddit, e tem sido banido de sites incluindo Reddit, Twitter e Pornhub. Deepfakes também podem ser utilizadas para gerar notícias falsas, como o exemplo na definição, e embustes maliciosos.
Vídeos não pornográficos criados por deepfakes podem ser facilmente encontrados em sites de streaming como o Youtube. Um aplicativo famoso de manipulação de vídeos e imagens é o FakeApp, o qual utiliza o framework  de aprendizagem de máquina TensorFlow, desenvolvido pela Google, para as desejadas criações. Outro aplicativo mais recente é o Deep Voice, porém a ideia do programa é clonar a voz original do orador.
Técnicas para gerar gestos faciais falsos e renderização de imagens em vídeos alvos para que uma pessoa alvo ficasse parecida com a pessoa de entrada, foram apresentadas em 2016 e permitiram um falsificador de quase tempo real para expressões faciais em vídeos de 2 dimensões já existentes.
A partir do desenvolvimento desta tecnologia, naturalmente, passou-se a utilizar essa inovação tecnológica para a prática de fatos moralmente reprováveis, tais como pornografia, falsidades ideológicas e principalmente ofensa ao direito à imagem. O deepfake é uma recente inovação tecnológica, razão pela qual, não existe legislação específica para tutelá-lo. A Câmara dos Deputados aprovou um projeto de lei que criminaliza a prática do deepfake no Brasil. A ideia é coibir o uso da tecnologia para a criação de vídeos ou imagens íntimas falsas de pessoas.  Há necessidade, portanto, de criar uma legislação que atenda às nossas exigências do Direito Digital – como o deepfake, no campo cível, criminal, administrativo, eleitoral, dentre outros, visando a segura proteção dos indivíduos em meio às novas tecnologias.

## Cinematografia
O primeiro caso registrado de deepfake foi em 2017, quando um usuário do Reddit sob o pseudônimo "Deepfakes" publicou vários vídeos de caráter pornográficos na Internet. O primeiro a chamar mais atenção foi o vídeo de Daisy Ridley, atriz de vários filmes renomados como Star Wars: Episódio VII – O Despertar da Força. Outra deepfake que chamou a atenção foi da atriz Gal Gadot, a qual interpretou Mulher-Maravilha, fazendo sexo com seu meio-irmão. Vários outros vídeos com várias famosas renomeadas como Emma Watson, Katy Perry, Taylor Swift e Scarlett Johansson também foram divulgados. Todas as cenas não eram reais e foram criadas por redes neurais artificiais. Os vídeos foram desmascarados pouco tempo depois.
Com as pesquisas em imagens avançando a cada dia, a comunidade do Reddit consertou muitos dos erros grotescos dos vídeos gerados e tornou mais difícil de se distinguir um vídeo falso de um vídeo verdadeiro, a olho nu. Com uma base de dados enorme de vídeos pornôs e outra base de vídeos de várias atrizes, os usuários do Reddit treinaram diversas redes neurais para gerar mais deepfakes. A primeira notícia de deepfake foi reportada pela revista Vice, na seção de Tecnologia e Ciências, decorrendo em ampla disseminação do ocorrido em vários outros meios midiáticos.
No Reino Unido, produtores de conteúdo de deepfake podem ser acusados por abuso sexual, porém há casos que fazem o deepfake um crime específico.
As deepfakes também podem ser amplamente utilizadas no ramo cinematográfico. Hoje em dia, dublês são usados para fazer cenas perigosas, as quais os atores comuns não se arriscam a fazer. Uma aplicação bem plausível seria utilizar uma deepfake para substituir a fisionomia do dublê pela fisionomia dos atores. Outra aplicação no ramo, pode ser a substituição de fisionomia de um animal ou monstro. No filme O Hobbit: A Desolação de Smaug, o ator Benedict Cumberbatch interpretou o dragão Smaug com ajuda do software "Tissue" da Weta Digital. A técnica utilizada para tal feito, utiliza várias tags para identificação de expressão facial. Hoje poderiam ser aplicadas as técnicas de deepfake para produzir o Dragão.
Uma equipe de pesquisadores da Disney criou um projeto de deepfake mais realista do que os principais sistemas já existentes. A tecnologia foi publicada pelo Disney Research Studios, braço de novas tecnologias da empresa, com resultados melhores que outros conhecidos, como DeepFaceLab. O sistema da Disney usa aprendizado de máquina para compreender o padrão do rosto do usuário e criar uma camada com o rosto falso que vai em cima do rosto original. Contudo, para dar mais realismo ao sistema, a plataforma usa um algoritmo treinado que estabiliza a imagem e cria efeitos de luz para se encaixar ao rosto da pessoa. A diferença aqui é a que a Disney tenta trabalhar em alta resolução, para conseguir adicionar mais detalhes ao rosto, tornando o resultado o mais próximo possível do rosto real. Dessa forma, enquanto modelos do DeepFakeLab trabalham com imagens em 256 x 256 pixels, a plataforma da Disney usam 1024 x 1024 pixels. A proposta, aqui, é também permitir que a tecnologia seja usada em telas maiores, ou seja, para produções de cinema.

## Política
Dado o cenário político mundial atual, as deepfakes são uma ameaça enorme para assuntos como relações internacionais, corrida à presidência etc. As notícias falsas (fake news, como são amplamente conhecidas em inglês) ultimamente têm causado muitos impactos na política mundial, principalmente em 2016. As eleições presidenciais dos Estados Unidos de 2016 foram comprovadamente afetadas por notícias falsas geradas pela empresa Cambridge Analytica. A empresa Facebook foi chamada à corte para explicar vazamentos de dados para a Cambridge Analytica e assim conhecer os perfis de eleitores (melhor explicado em Escândalo de dados Facebook–Cambridge Analytica). Fatos parecidos podem acontecer futuramente, porém sendo vídeos, imagens e áudios falsos gerados para manipular os eleitores. Alguns vídeos de caráter divertido foram criados para exemplificar o fato, como o do presidente argentino Mauricio Macri que teve sua face substituída pela face do ditador Adolf Hitler, e a face da Chanceler Angela Merkel substituída pela face do Presidente Donald Trump. O exemplo mais famoso é o vídeo divulgado pelo BuzzFeed onde o ator Jordan Peele interpreta vocalmente Barack Obama, alertando os males que a deepfake pode vir a causar.
Em 2018, durante as Eleições gerais realizadas no Brasil, circulou nas redes sociais um vídeo com o rosto do candidato a governador de São Paulo João Doria (PSDB) no corpo de um homem fazendo orgia com seis mulheres. Apesar das suspeitas de que se tratasse de um deepfake, investigações indicaram que o vídeo não sofreu manipulação digital.
No Brasil, a técnica do deepfake é muito popular pelo criador de conteúdo digital Bruno Sartori, que utiliza a técnica na forma de humor para satirizar o atual Governo Federal, mas sempre deixando claro que os vídeos postados em suas plataformas digitais são deepfake. Sartori, autodenominado deepfaker, em seu perfil no Instagram, tem publicado diversos vídeos satíricos com a face do presidente da República Jair Bolsonaro substituída em clipes de personalidades internacionais e até dos personagens Chaves e Chapolin.

## Aplicações
Em Janeiro de 2018, foi lançado um aplicativo de computador chamado "FakeAPP". O aplicativo permite que os usuários facilmente criem e compartilhem vídeos com as faces substituídas. O aplicativo usa uma rede neural artificial, o poder da Unidade de processamento gráfico do usuário e três a quatro Gigabytes de armazenamento para gerar os vídeos falsos. Para informações detalhadas, o programa precisa de muitos dados visuais (imagens, vídeos) da pessoa a ser inserida para a rede "aprender" quais parâmetros das imagens têm que ser trocados (posição dos olhos, cor do cabelo, por exemplo). O software usa o framework de inteligência artificial TensorFlow, desenvolvido pela Google, o qual dentre as mais variadas aplicações foi usado no programa DeepDream.
As celebridades são os principais alvos de vídeos falsos, como os de pornografia, mas também outros são afetados pela onda de ataques.
Em Agosto de 2018, pesquisadores na Universidade da Califórnia em Berkeley publicaram um artigo científico introduzindo um aplicativo de "danças falsas" onde uma criança pode fazer movimentos de um dançarino profissional usando inteligência artificial.

## Críticas

### Abusos
O jornal Aargauer Zeitung expõe como a manipulação de imagens e vídeos usando métodos de inteligência artificial pode ser um fenômeno extremamente perigoso para nossa sociedade atual. Porém, a falsificação de imagens e vídeos é tão velha quanto o marco dos programas de edição de vídeo e edição de imagens, a verossimilhança seria "apenas" mais um aspecto a ser considerado.
Os casos de pornografia de vingança, deepfakes direcionadas a embustes e escândalos políticos são os mais graves atualmente. Casos deste tipo, podem ser tratados como crime atualmente, como no Reino Unido. A Administração do Ciberespaço da China (CAC) informou que "qualquer alteração feita com inteligência artificial ou realidade virtual em conteúdo online precisa estar claramente sinalizada. Não seguir as novas regras [em vigor desde janeiro de 2020] pode ser considerado ofensa criminal".

### Efeitos na credibilidade e autenticidade
Outro feito impactante das deepfakes é fazer as pessoas desacreditarem em toda e qualquer mídia divulgada, pois aquela informação pode não ser genuína e também indistinguível do conteúdo original. O pesquisador Alex Champandard comunicou que todos deveriam entender o quão rápido as coisas podem ser corrompidas com a tecnologia atual, e que o problema não é técnico, mas um problema que tem que ser resolvido pelo jornalismo e pela confiabilidade da informação. A primeira "armadilha" é que o Homem pode entrar em uma era a qual não poderá ser distinguido o verdadeiro do falso.

### Reações naInternet
Alguns sites, como o Twitter e o Gfycat, anunciaram que deletariam conteúdos relacionados a deepfakes e bloqueariam os usuários. Anteriormente, a plataforma de conversas Discord bloqueou um canal de comunicação dedicado a compartilhar vídeos pornográficos falsos de celebridades. O site de pornografia, Pornhub, também planeja bloquear tais conteúdos, porém foi comunicado que o mesmo não tem dado força ao combate. Já no Reddit, a situação inicial permaneceu como "não concluída" até o subreddit ser suspenso em Fevereiro de 2018 devido à violação de políticas de uso pelo artigo de "Pornografia involuntária".
A rede social Facebook lançou, em 2019, a competição “Deepfake Detection Challenge” (Desafio de Detecção de Deepfake, em inglês) para criar tecnologias e software capazes de detectar vídeos usando a técnica de vídeo infox.